# Solomon Mujuru
Solomon Mujuru, znany także jako Rex Nhongo (ur. 1 maja 1949, zm. 15 sierpnia 2011) – generał, polityk Zimbabwe, uczestnik walk o niepodległość kraju.
Mujuru pochodził z klanu Zezuru. W latach 1980–1995 zajmował stanowisko dowódcy armii. Był członkiem parlamentu z okręgu Chikomba. Był jedną z najbardziej wpływowych osób w Zimbabwe. Jego żona, Joyce Mujuru jest wiceprezydentem kraju. Wraz z żoną i innymi oficjelami partii Afrykański Narodowy Związek Zimbabwe – Front Patriotyczny został objęty sankcjami wprowadzonymi przez USA.
Mujuru w latach 1964-1974 dowodził siłami ZANLA (Zimbabwe African National Liberation Army) (wojska wyzwoleńcze), w czasie gdy Robert Mugabe przebywał osadzony w więzieniu.
W 2001 przejął znaczne posiadłości rolnicze w ramach akcji przejmowania ziemi od białych farmerów. Zginął w pożarze w swoim gospodarstwie rolnym.